# Вулька-Телеханская
Вулька-Телеханская (бел.  Вулька-Целяханская) — деревня в Ивацевичском районе на берегу Вульковского озера и Огинского канала. Расположена в 40 км на юго-восток от города Ивацевичи.

## Природа
Деревня Вулька-Телеханская находится на восточном берегу Вульковского озера. Окружающая местность лесистая, представлена чередующимися болотами и небольшими холмами.

## История
Вулька-Телеханская возникла после проведения земельной реформы в Великом Княжестве Литовском во второй половине XVI века. В разные времена принадлежала Чарторийским, Огинским, Пусловским. С XVIII века упоминается как достаточно крупное поселение на берегу Вульковского озера. Во время Первой мировой войны через деревню проходила линия фронта между немецкими и русскими армиями. Большинство жителей Вульки-Телеханской находились в беженцах.
С 1921 по 1939 гг. Вулька находилась в составе Телеханской гмины. За это время в деревне была проведена масштабная хуторизация, что содействовало росту благосостояния населения. После начала Второй мировой войны с приходом советской власти начались безосновательные репрессии в отношении населения. Во время Великой Отечественной войны деревня потеряла более 80 своих жителей.
Весной 1944 года была сожжена фашистами.

## Список улиц
- Советская

- Первомайская

- Южная
- Новая
- Коммунистическая
- Набережная
- Колхозная
- Тенистая
- Луговая
- Школьная
- Солнечная
- переулок Южный

## Инфраструктура
В настоящее время (январь 2014 года) в деревне работают:
- Базовая общеобразовательная школа
- Клуб
- Библиотека
- Магазин Ивацевичского РайПО
- Отделение связи "Вулька" (почтовый индекс 225261)
- Фельдшерско-акушерский пункт
- Баня
- Телеханский психоневрологический дом-интернат
- Вульковское лесничество Телеханского лесхоза
- Телеханский лесхоз
- Фестивальная площадка на Вульковском озере